# Chariphylla
Chariphylla é um gênero de traça pertencente à família Agonoxenidae.